# Johann Georg I. Zobel von Giebelstadt

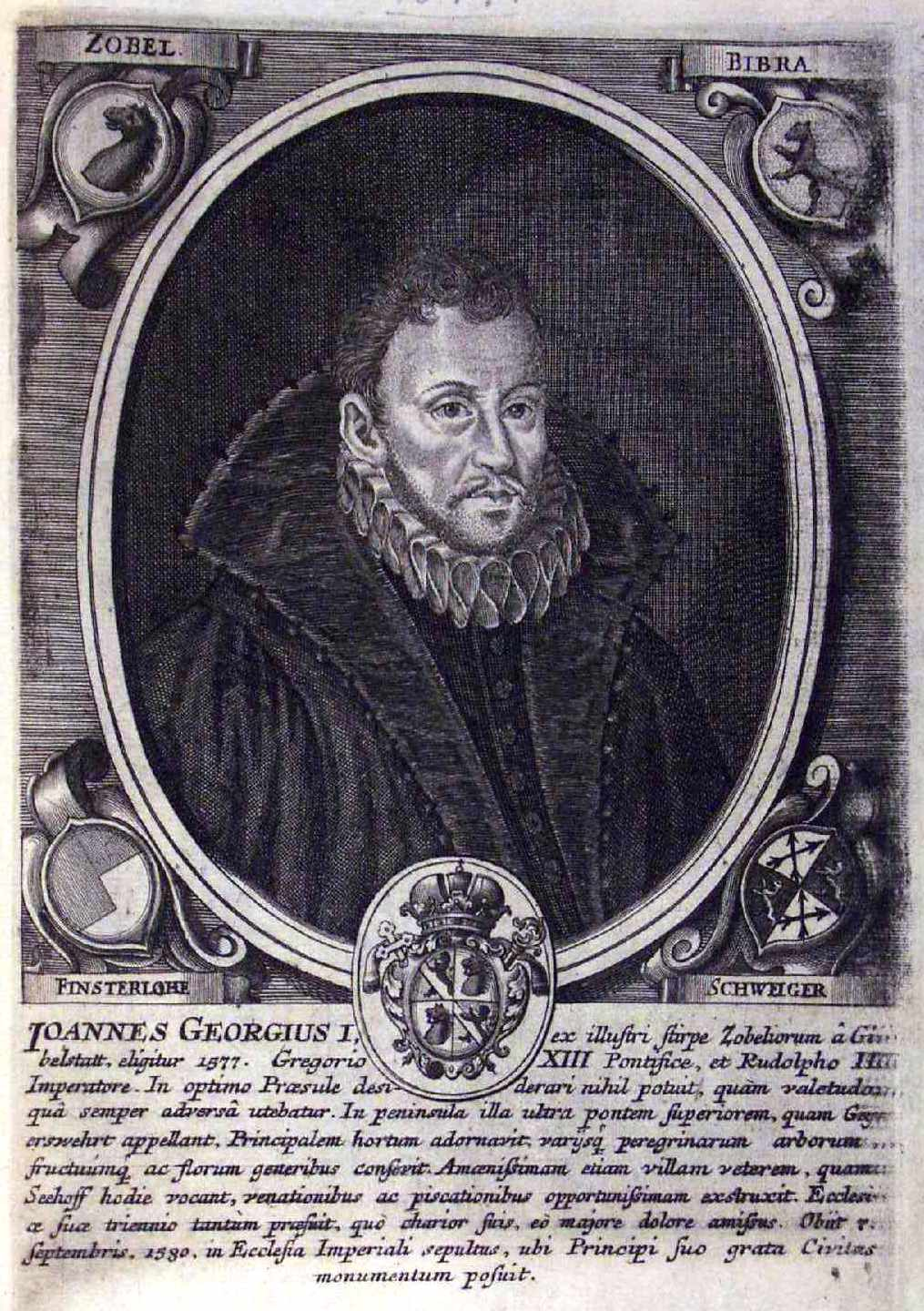
Johann Georg Zobel von Giebelstadt, Kupferstich von Johann Salver

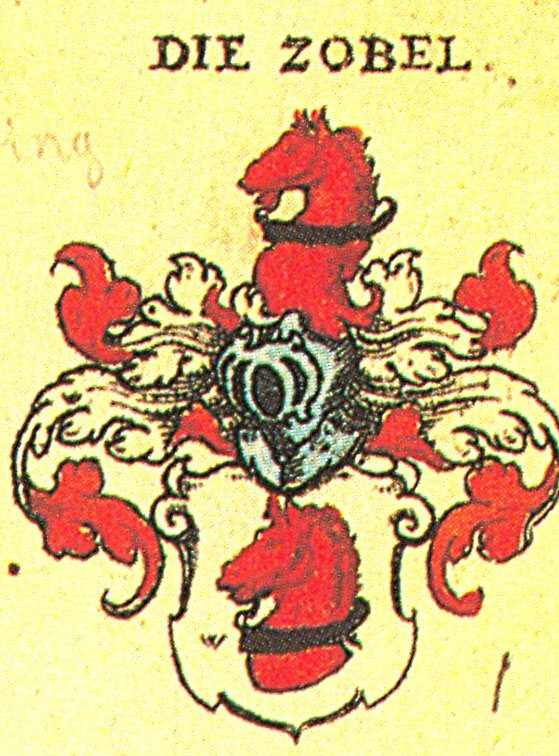
Wappen der Familie von Zobel. Als Bischof führte es Johann Georg I. Zobel von Giebelstadt als Element in einem gemehrten Wappen weiter.

Johann Georg I. Zobel von Giebelstadt († 1580) war von 1577 bis zu seinem Tode Fürstbischof des Hochstiftes Bamberg.

## Johann Georg I. Zobel von Giebelstadt im Familienkontext
Johann Georg I. Zobel von Giebelstadt stammte aus der fränkischen reichsfreien Adelsfamilie der Zobel zu Giebelstadt (siehe auch Liste fränkischer Rittergeschlechter). Der Bezugsort Giebelstadt für diesen Zweig der Familie ist heute ein Markt im unterfränkischen Landkreis Würzburg.
Ein weiteres wichtiges Mitglied dieser Familie war Melchior Zobel von Giebelstadt. Es liegen nur 20 Jahre zwischen der Regentschaft von Johann Georg in Bamberg und Melchior als Bischof von Würzburg (1544–1558). Aus der Familie stammten auch weitere kirchliche Würdenträger, z. B. der Würzburger Domherr Philipp Franz Johann Adolf Christoph Friedrich Zobel von Giebelstadt und Ferdinand Zobel von Giebelstadt (siehe Kloster Holzkirchen).

## Biografische Daten
Zur Zeit der Ernennung von Johann Georg I. Zobel von Giebelstadt zum Fürstbischof war Gregor XIII. Papst und Rudolf II. Kaiser. Wie auch seinem Nachfolger war Johann Georg nur eine kurze Amtszeit beschert, die von Krankheit geprägt war.
Er ließ südlich des Residenzschlosses Geyerswörth eine umfangreiche Parkanlage anlegen, die heute nicht mehr vorhanden ist. Zugehörige Gebäude wurden umgenutzt.

## Grabdenkmal im Kloster Michaelsberg
Sein Grabdenkmal von Bildhauer Hans vom Wemding befindet sich seit der Stilrestaurierung des Domes von Bamberg in der Michaelskirche. Dort ist es im linken Seitenschiff der Kirche zu finden (siehe auch Kloster Michelsberg). Es zeigt die Person des Bischofs zwischen zwei Säulen, darüber eine Ahnenprobe bestehend aus acht Wappen.